# فرشاة أسنان

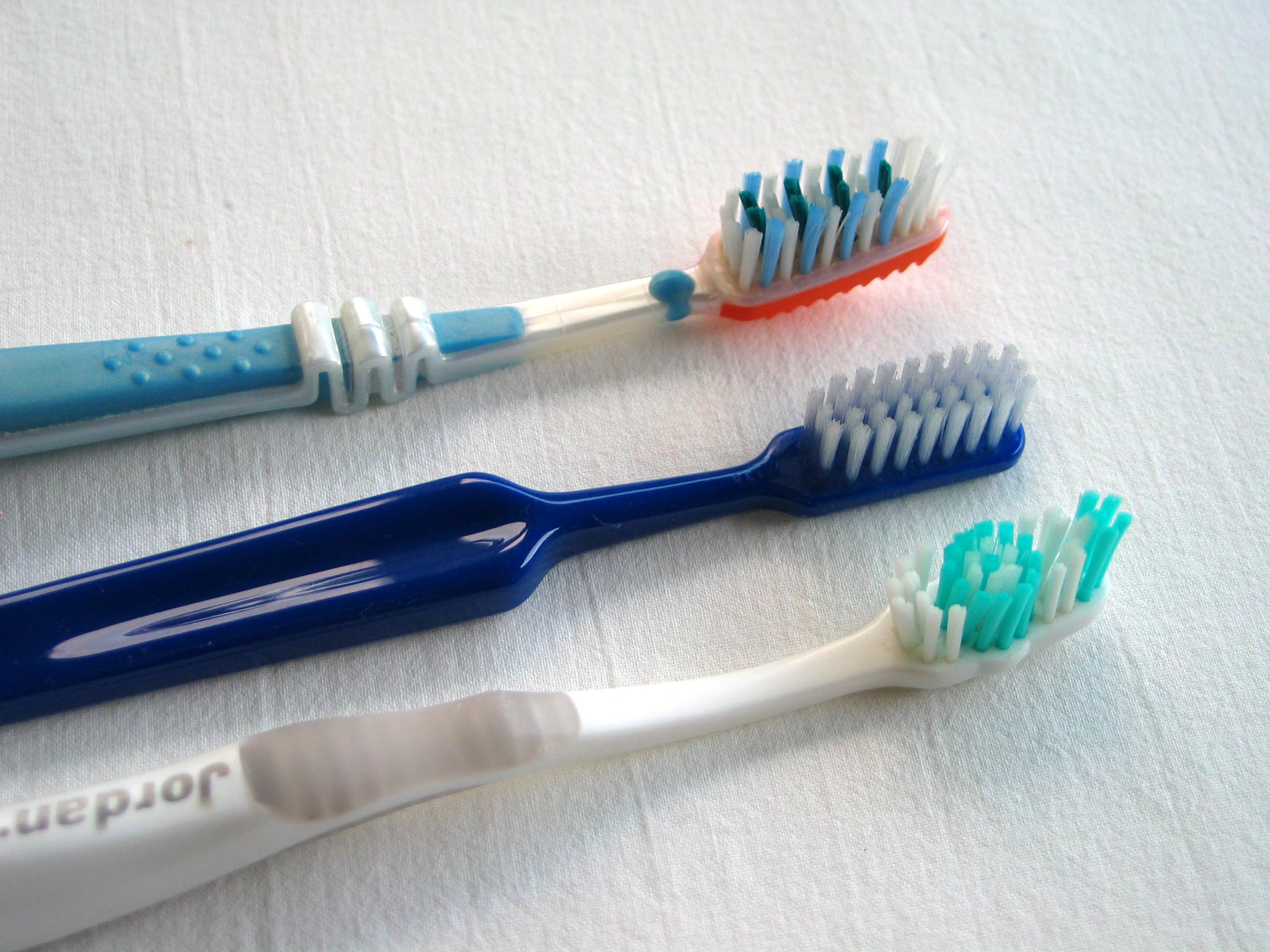
فرش أسنان

فرشاة الأسنان هي أداة صغيرة تستخدم في تنظيف الأسنان واللثة. هنالك عدة أشكال وأحجام لفرشاة الأسنان وهناك أيضا فرشاة الأسنان الكهربائية باللإضافة إلى الفرشاة اليدوية التقليدية. عادة ما يستعمل المعجون مع الفرشاة لتنظيف الأسنان. وينصح أطباء الأسنان باستخدام فرشاة الأسنان الطرية كي لا تتسبب بأذى لمينا الأسنان أو اللثة.
قديماً استعمل سكان حضارات الأرض أغصان الشجر مثل المسواك أو قطع الخشب الصغيرة (العيدان) لتنظيف اسنانهم بالإضافة إلى استعمال بيكربونات الصوديوم والطباشير في القرون الأخيرة (لكن الطباشير كانت تجعل لون اسنانهم مصفراً).
بحسب اتحاد اطباء الأسنان الأمريكيين، فان أول فرشاة تم صنعها عام 1498 وكانت في الصين. لم تكن الفرشاة معروفة في الغرب حتى القرن السابع عشر. وزادت شعبيتها في القرن التاسع عشر. في أمريكا كان يستعمل شعر الحيوانات الخشن لتنظيف الأسنان حتى عام 1938 عندما تم استبداله بمواد صناعية، عادة مصنوعة من النايلون من قبل شركة دو بونت المصنعة.

## تاريخ فرشاة الأسنان

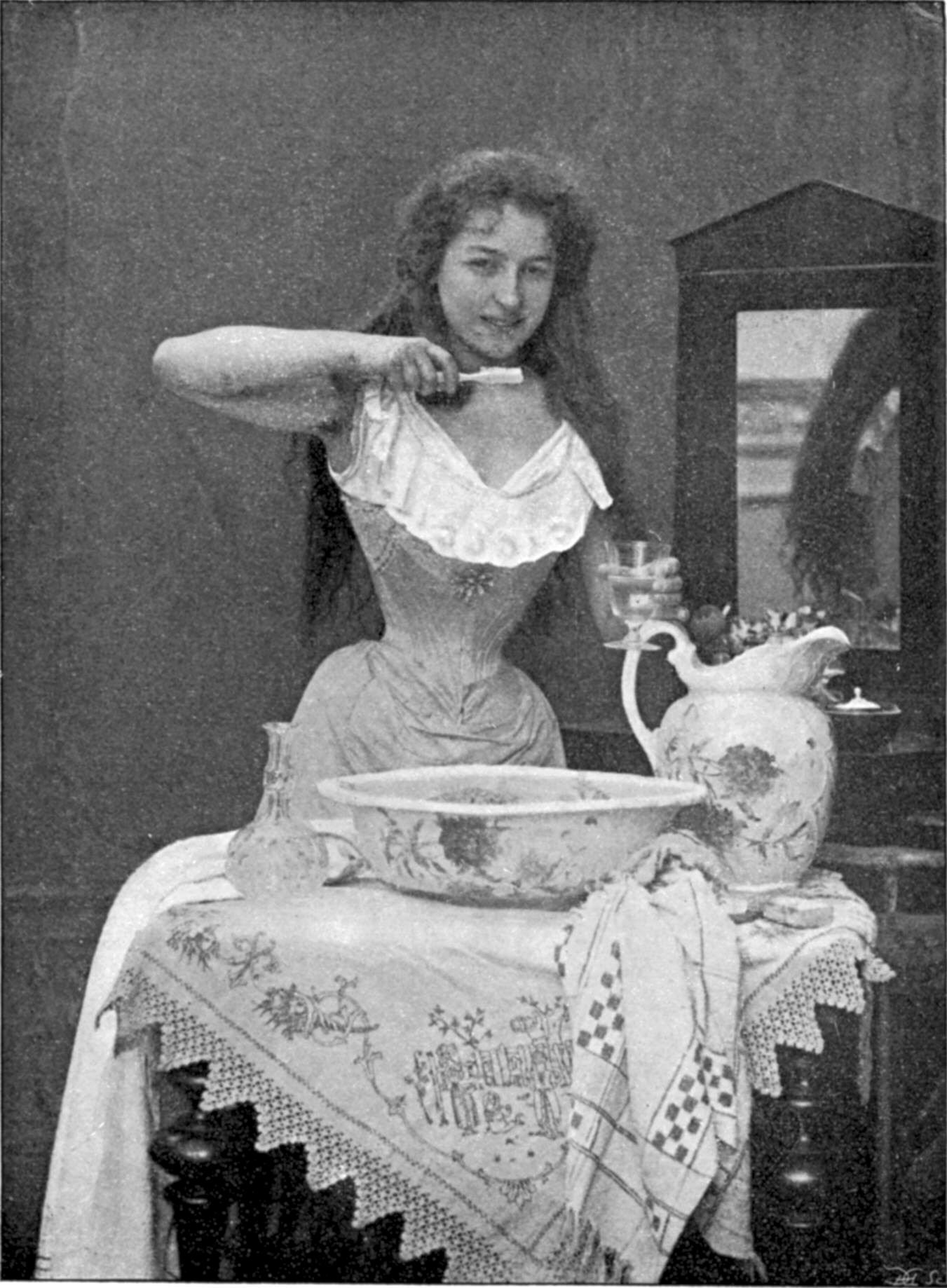
صورة من العام 1899 توضح كيفية استعمال فرشاة الأسنان

الاهتمام بصحة الفم والأسنان هو مسعى اهتم به البشر منذ قديم الزمن، وقد استعملت أدوات مختلفة مصنوعة من ورق الأشجار وسيقانها وجذورها كما استعمل الحجر وريش الطيور في تنظيف الأسنان كذلك.
استخدم الهنود القدماء جذوع شجرة النيم التي كانت تعرف بـ"صيدلية القرية"، وفي العالم الإسلامي ومن القدم استخدم المسواك (جذع أو جذر شجرة الأراك) في تنظيف الفم، كما شاع قديماً استخدام بيكربونات الصوديوم والطباشير في تنظيف الأسنان.
أول فرشاة أسنان تشبه الشكل العصري لفرشاة الأسنان الحالية ظهرت في الصين في نهاية القرن الخامس عشر الميلادي ، وكانت عبارة عن قطعة من خشب البامبو عليها بعض شعيرات خنزير. وكان أول ذكر لفرشاة الأسنان في أوروبا ضمن المذكرات الشخصية للبريطاني أنتوني وود حسث ذكر أنه اشترى فرشاة أسنان في العام 1690 من رجل اسمه جي باريت.، ويعتقد أن ويليام أديس هو أول من قام بإنتاج فرش الأسنان بالجملة في عام 1780، يشير أديس أنه وخلال قضائه فترة في السجن في عام 1770 بسبب أعمال شغب؛ قام باستعمال قطعة من البساط مع الملح والفحم في تنظيف الأسنان أثناء سجن، فقام لاحقاً بحفر ثقوب صغيرة في قطعة من عظام الحيوان ومرر فيهم عدة شعيرات حيوانات خشنة، وبعد خروجه فام بصناعة هذا المنتج بالجملة.
أول براءة اختراع لفرشاة أسنان كانت في الولايات المتحدة عام 1857، وبدء بإنتاجه بشكل ضخم في عام 1885، وكانت عبارة عن قطعة من العظم عليها شعر خنزير بري، إلا أن شعر الخنزر لم يكن عملياً حيث كان بيئة جيدة لتكاثر البكتيريا كما أنه كان سريع السقوط.
تم استبدال شعر الحيوانات وإدخال ألياف النايلون من قبل شركة دو بونت وذلك عام 1938، وكانت أول فرشاة أسنان كهربائية من إنتاج شركة بروكسودنت عام 1959. وفي عام 2003 اعتبرت فرشاة الأسنان هي الاختراع الأمريكي الأهم الذي لاغنى عنه في الحياة اليومية متغلباً على كل من السيارة والحاسوب والهاتف النقال وفرن المايكرو ويف.

## تغيير فرشاة الأسنان
ينصح بعض أطباء الأسنان بتغيير الفرشاة كل ثلاثة أشهر منعاً لاهتراء ألياف رأس الفرشاة وللحد من انتشار مستعمرات البكتيريا الفموية عليها. كما تتوفر أنواع من فرش الأسنان العادية أو الكهربائية تتمتع برؤوس قابلة للتبديل مما يغني عن استبدال كامل الفرشاة.